# Paweł Zięba
Paweł Stanisław Zięba (ur. 8 maja 1956) – polski profesor nauk technicznych. Specjalizuje się w zagadnieniach z zakresu inżynierii materiałowej oraz metaloznawstwa. Członek korespondent Polskiej Akademii Nauk od 2016 roku. Wykładowca w Instytucie Metalurgii i Inżynierii Materiałowej im. Aleksandra Krupkowskiego PAN.
Absolwent Wydziału Odlewnictwa Akademii Górniczo-Hutniczej w Krakowie (rocznik 1981). Doktoryzował się w 1987 roku w IMIM PAN, habilitował się dziesięć lat później na podstawie rozprawy zatytułowanej Rola składu chemicznego w przemianach fazowych typu nieciągłego. Nominację profesorską otrzymał w 2003 roku z rąk ówczesnego Prezydenta RP Aleksandra Kwaśniewskiego.

## Nagrody i wyróżnienia
Uhonorowany m.in.:
- Nagrodą Sekretarza Naukowego PAN (1987),
- Nagrodą Przewodniczącego IV Wydziału PAN (1998),
- Werner Koester Prize of Deutsche Gesellschaft für Materialkunde oraz Carl-Hanser Verlag (1999),
- Nagrodą Polskiej i Rosyjskiej Akademii Nauk (2011),
- Odznaką Honorową za zasługi dla rozwoju gospodarki Rzeczypospolitej Polskiej (2016),
- Krzyż Oficerski Orderu Odrodzenia Polski (2023)[5]
- Krzyż Kawalerski Orderu Odrodzenia Polski (2012)[6]
- Srebrny Krzyż Zasługi (2006)[7]